# 长街 (格但斯克)

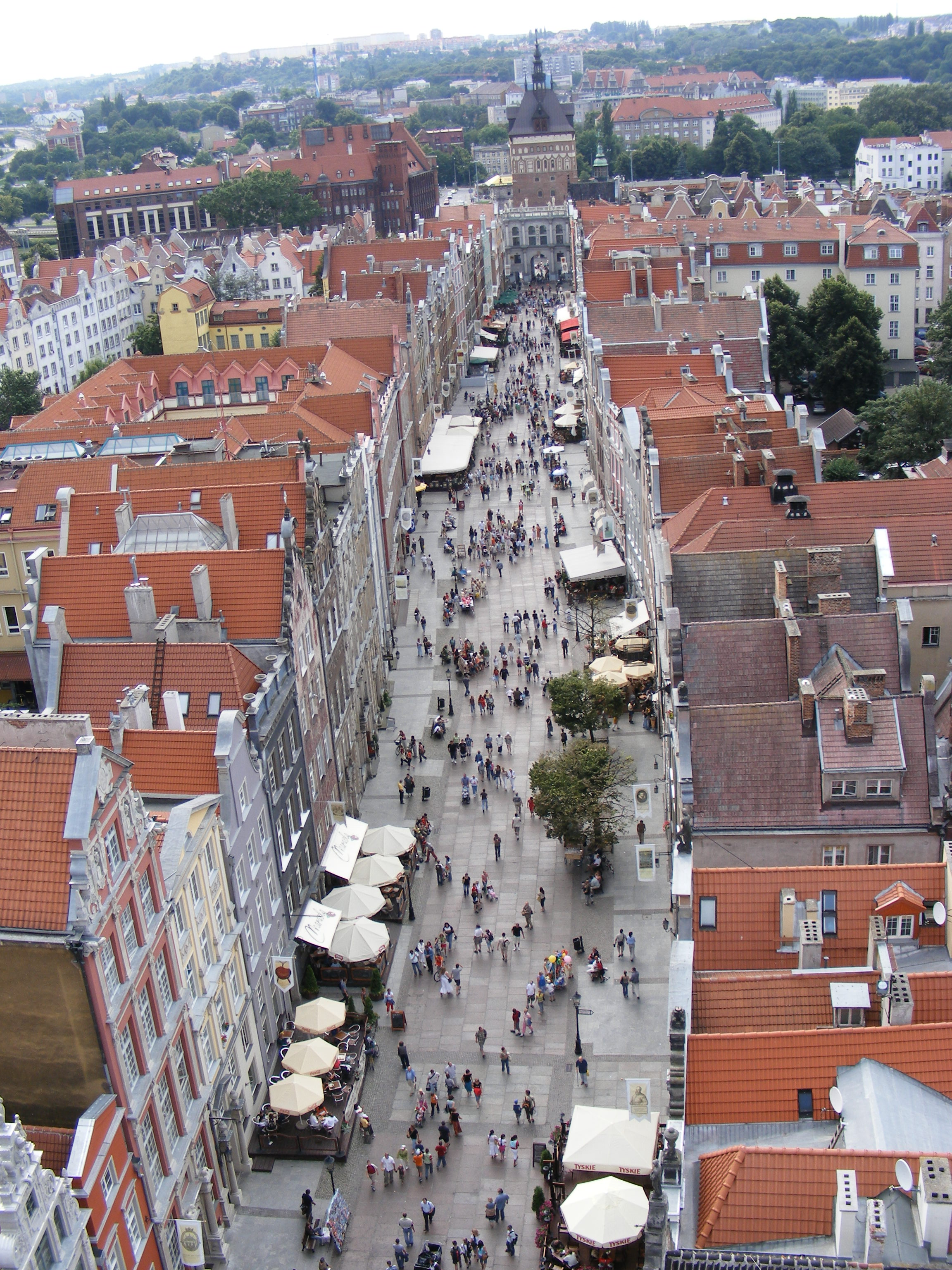
从市政厅到金门

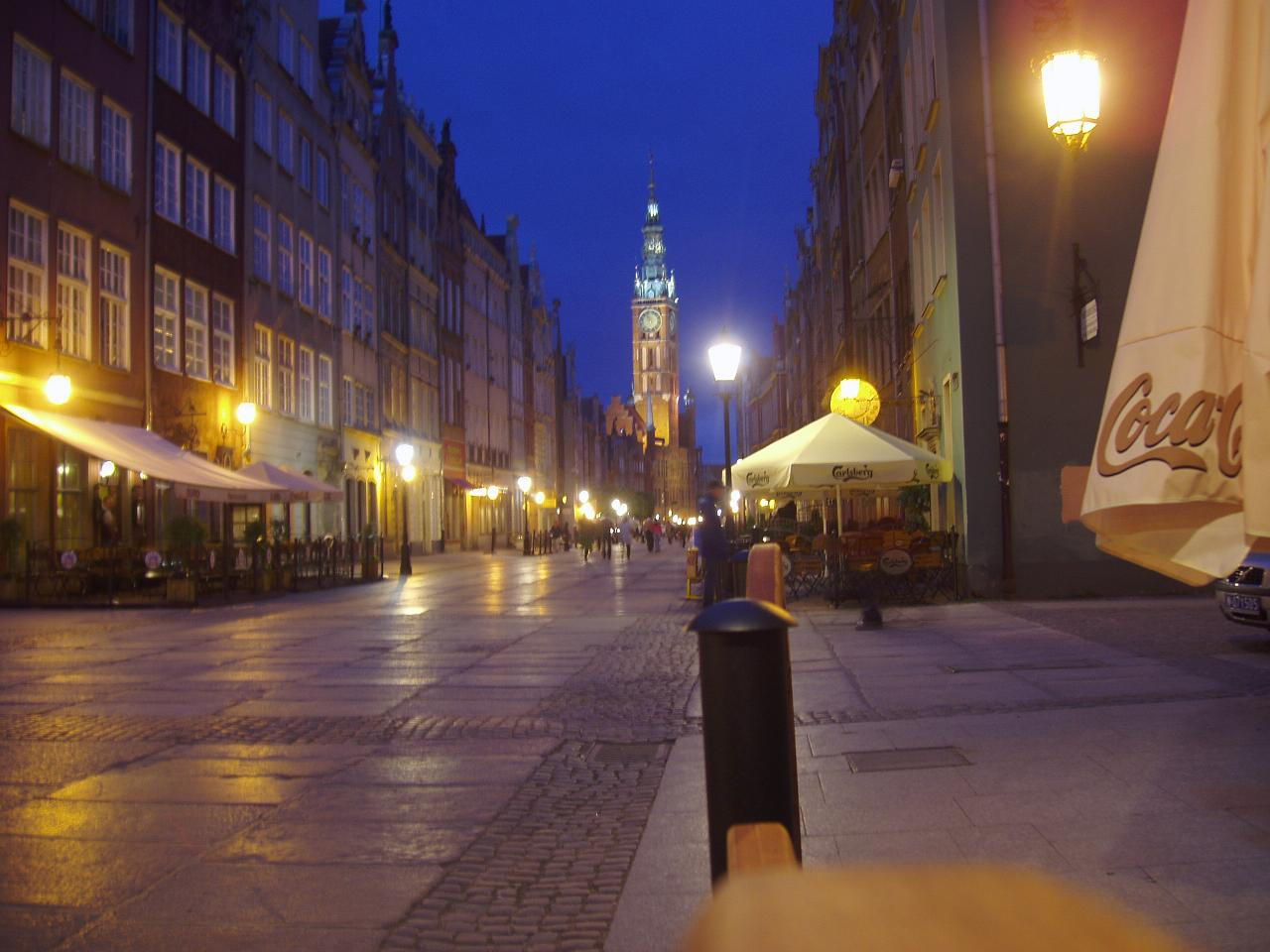
夜景

长街（波蘭語：Ulica Długa）是波兰北部港口城市格但斯克的一条街道，也是该市主要的旅游觀光景点之一。
长街西到金门，经过长广场，到东端维斯瓦河畔的绿门。

## 建筑
- Ferberów住宅
- Schumanów住宅
- Uphagena住宅
- 狮子城堡